# Giuseppe Bonavolontà
Giuseppe Bonavolontà (Marigliano, 29 gennaio 1886 – Roma, 18 luglio 1957) è stato un musicista, compositore e paroliere italiano.

## Biografia

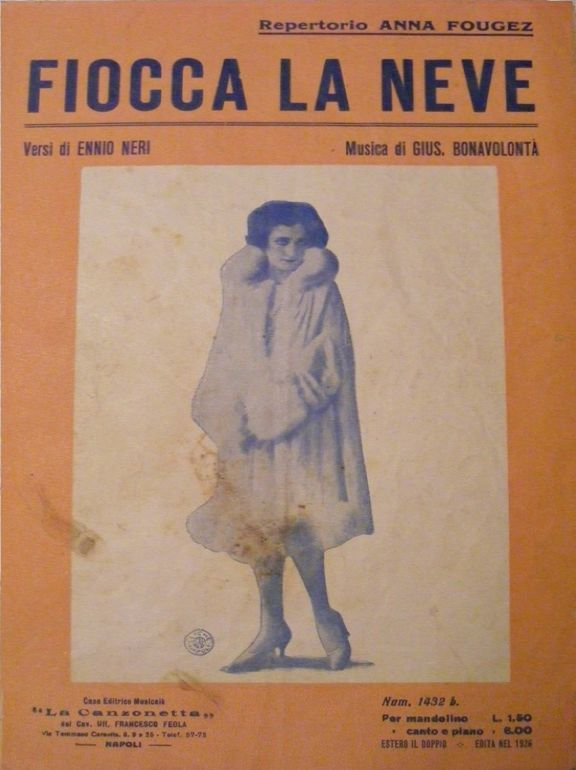
Spartito della canzone "Fiocca la neve", scritta nel 1927 per Anna Fougez

Nacque in via Campanella 8 a Marigliano, comune dell'entroterra napoletano, ed è proprio a Napoli che si diplomerà musicista al Conservatorio di San Pietro a Majella, diventò poi professore di corno presso il Conservatorio di Santa Cecilia di Roma e orchestrale presso il Teatro Argentina: qui conobbe Teresa Chinzari di cui si innamorò e che sposò poco tempo dopo.
Iniziò nel frattempo l'attività di compositore di canzoni (la prima, Oi luna lu, è del 1910), di operette e di musica da film, dopo aver ottenuto un contratto con le Edizioni musicali La Canzonetta di Napoli (in seguito altri suoi brani verranno depositati per le Edizioni musicali Curci).
Nel corso della sua lunga carriera scrisse circa duecento canzoni per molti cantanti come Anna Fougez, Vittorio De Sica ( 'O mese d' 'e rrose, poi incisa anche da Roberto Murolo), Lydia Johnson, e Luciano Tajoli (Borgo antico), canzone dedicata al paese della moglie Teresa, Antrodoco).
Tra le musiche per film ricordiamo quelle per Arcobaleno, pellicola del 1943 di Giorgio Ferroni.
Nel 1952 partecipò al primo Festival di Napoli 1952 con una canzone, Nustalgia, di cui scrisse anche il testo e che venne portata al successo da Sergio Bruni e Oscar Carboni; vinse poi il festival due anni dopo, con  'E stelle 'e Napule.
Partecipò come autore al Festival di Sanremo 1957 con Finalmente, interpretata da Gino Baldi e Luciano Virgili. Pochi mesi dopo morì; riposa con i familiari nel riquadro 35 del vecchio reparto al cimitero del Verano in Roma. 
Ebbe quattro figli: Mariuccio nel 1913, che divenne un famoso attore e conduttore con lo pseudonimo di Mario Riva, Nino (che diventerà direttore d'orchestra, poi successivamente Direttore Artistico del Teatro Lirico e Direttore didattico del Conservatorio di Cagliari dopo aver svolto la stessa attività a Caracas, in Venezuela), Adriana (professoressa di musica) e Aldo (l'unico che lavorerà al di fuori dello spettacolo, facendo il dentista).

## Le principali canzoni scritte dal maestro Bonavolontà
- 1917 - Leggenda di guerra (la madre dell'alpino) (testo di A. Giuliani)
- 1927 - Fiocca la neve per Anna Fougez (testo di Ennio Neri)
- 1938 -  'O mese d' 'e rrose per Vittorio De Sica (testo di Tito Manlio)
- 1948 - Borgo antico per Luciano Tajoli (testo di Enzo Bonagura)
- 1949 - Signorina Maria (testo di Enzo Bonagura)
- 1952 - Nustalgia per Sergio Bruni e Oscar Carboni (autore anche del testo)
- 1954 -  'E stelle 'e Napule per Gino Latilla con Carla Boni e Maria Paris (testo di Michele Galdieri)